# Steve Cummings
Steve Cummings (født 19. marts 1981 i Wirral, Merseyside) er en tidligere professionel engelsk bane- og landevejscykelrytter. Han har blandt andet har udmærket sig ved at vinde en etape i Tour de France 2015 og 2016.